# Michael Greiling
Michael Greiling (* 24. Februar 1950 in München) ist ein deutscher Schauspieler.

## Leben
Nach seiner Ausbildung am Münchener Schauspielstudio Gmelin von 1971 bis 1972 folgten Engagements an verschiedenen deutschen Bühnen, wie beispielsweise am Theater am Turm Frankfurt, am Staatstheater Darmstadt, am Thalia Theater Hamburg sowie am Residenztheater München.
Von 1979 bis 1986 studierte er Medizin an der Ludwig-Maximilian-Universität München (Doktor der Humanmedizin).
Neben seiner Bühnentätigkeit arbeitet Greiling auch in Kino- und in zahlreichen Fernsehfilmen und -serien mit. In der ZDF-Serie Einmal Bulle, immer Bulle spielte er den Hauptkommissar Rudi Krause. International war er u. a. neben Fanny Ardant und Hanna Schygulla in dem Filmdrama Aventure de Catherine C. (1990) zu sehen.
Aus einer Beziehung mit der Schauspielerin Klara Höfels (1949–2022) ging die Tochter Alwara Höfels hervor, die gleichfalls als Schauspielerin tätig ist.

## Filmografie (Auswahl)
- 1987: Gewitter im Mai
- 1990: Aventure de Catherine C.
- 1991: Babylon – Im Bett mit dem Teufel
- 1992: Die ungewisse Lage des Paradieses
- 1992: 5 Zimmer, Küche, Bad
- 1993: Durst
- 1993: Bella Block: Die Kommissarin (Fernsehreihe)
- 1994: Polizeiruf 110: Opfergang (Fernsehreihe)
- 1995: Tatort: Tod eines Polizisten (Fernsehreihe)
- 1995: Der Kopf des Mohren
- 1995: Polizeiruf 110: Jutta oder Die Kinder von Damutz
- 1997: Tatort: Schlüssel zum Mord
- 1999: Der Bulle von Tölz: Tod in Dessous (Fernsehreihe)
- 1999: Wilsberg: Wilsberg und die Tote im See (Fernsehserie)
- 1999: Ein starkes Team: Die Natter (Fernsehserie)
- 2000: Polizeiruf 110: Böse Wetter
- 2001: Der Verleger
- 2001: Sommer und Bolten: Gute Ärzte, keine Engel (Fernsehserie, 13 Folgen)
- 2002: Scheidung mit Hindernissen
- 2002: Der Bulle von Tölz: Mörder unter sich
- 2003: Nur Anfänger heiraten
- 2003: Klinik unter Palmen (Fernsehserie, 2 Folgen)
- 2003: Marga Engel kocht vor Wut
- 2004: Einmal Bulle, immer Bulle (Fernsehserie, 6 Folgen)
- 2004: Der Alte – Episode 295: Ein tödliches Drama
- 2004: Der Bulle von Tölz: Krieg der Sterne
- 2005: Der Dicke (Fernsehserie, 1 Folge)
- 2005: Der Alte – Folge 305: Tödliche Verstrickung
- 2005: Polizeiruf 110: Vollgas
- 2006: Die Frau im roten Kleid
- 2007: Das Glück am anderen Ende der Welt (Fernsehfilm)
- 2007: Ich leih’ mir eine Familie
- 2007: Ein Fall für Nadja (Kleinserie)
- 2007: Mord in bester Gesellschaft (Fernsehreihe)
- 2008: Herzog (Fernsehserie)
- 2009: Das Traumhotel – Kap der Guten Hoffnung
- 2009: Die Bergretter (Fernsehserie, Folge Was bleibt)
- 2009: Inga Lindström: Der Erbe von Granlunda (Fernsehreihe)
- 2010: Schlaflos in Oldenburg (Fernsehfilm)
- 2011: Annas Erbe (Fernsehfilm)
- 2011: Inga Lindström: Das dunkle Haus (Fernsehreihe)
- 2012: Wir haben gar kein Auto (Fernsehfilm)
- 2012: Idiotentest (Fernsehfilm)
- 2012–2016: Akte Ex (Fernsehserie)
- 2013: Herzdamen an der Elbe (Fernsehfilm)
- 2013: Bloch: Die Lavendelkönigin (Fernsehreihe)
- 2014: True Love Ways
- 2014: Inga Lindström: Sommerlund für immer (Fernsehreihe)
- 2015: Drunter & Brüder (Fernsehfilm)
- 2019: Beck is back! (Fernsehserie, 1 Folge)
- 2019: Unter Verdacht – Evas letzter Gang
- 2021: SOKO Köln (Fernsehserie, Folge Der Mann ohne Namen)